# Peter Brunt
Peter Astbury Brunt FBA (* 23. Juni 1917 in Coulsdon, Surrey; † 5. November 2005 in Oxford) war ein britischer Althistoriker.

## Leben
Peter Brunt studierte bis 1939 Altertumswissenschaften und Philosophie am Oriel College der Universität Oxford. Während des Zweiten Weltkriegs war er im britischen Verkehrsministerium tätig, bevor er nach Oxford zurückkehrte, um seine Studien fortzusetzen. Von 1947 bis 1951 war Brunt Dozent an der Universität St Andrews. Von 1951 bis 1967 war er Dozent am Camden-Lehrstuhl für Alte Geschichte in Oxford. Nach zwei Jahren (1968–1970) am Gonville and Caius College der Universität Cambridge wurde er Fellow von Brasenose College und Nachfolger von Ronald Syme auf den Camden-Lehrstuhl in Oxford, den er bis 1982 innehatte. Von 1980 bis 1983 war er Präsident der Society for the Promotion of Roman Studies. 1969 wurde er Mitglied (Fellow) der British Academy.
Der Schwerpunkt der wissenschaftlichen Tätigkeit Brunts lag auf der Geschichte der römischen Republik, vor allem der Sozialgeschichte. In seinem Hauptwerk Italian manpower 225 BC–AD 14 beschäftigte er sich mit der Bevölkerungsentwicklung Italiens in republikanischer Zeit. Aber auch über Themen der kaiserzeitlichen und griechischen Geschichte verfasste er zahlreiche Arbeiten.

## Schriften
- Italian manpower 225 B.C.–A.D. 14. Clarendon Press, Oxford 1971; Nachdruck mit Ergänzungen 1987 und öfter, ISBN 0-19-814283-8.
- Social conflicts in the Roman republic. Chatto & Windus, London 1971, ISBN 0-7011-1631-5.
Nachdruck Hogarth, London 1986, ISBN 0-7012-0730-2.
- The fall of the Roman Republic and related essays. Clarendon Press, Oxford 1988, ISBN 0-19-814849-6.
- Roman imperial themes. Clarendon Press, Oxford 1990, ISBN 0-19-814476-8.
- Studies in Greek history and thought. Clarendon Press, Oxford 1993, ISBN 0-19-814783-X.